# 西鄉輝彥
西鄉輝彥（日语：／ Saigō Teruhiko，本名：今川盛揮，1947年2月5日—2022年2月20日），出身於鹿兒島縣谷山市（已被併入鹿兒島市），是一位日本歌手、演員、藝人。身高176cm、體重66kg。
身為歌手、和橋幸夫、舟木一夫一起被稱為「御三家」（命名是來自於德川御三家）。藝名是根據明治維新三傑之一、也是鹿兒島的鄉土英雄西鄉隆盛。

## 經歷
從小對演藝事業十分嚮往，小學時開始學習劍舞和繪畫，甚至常常聚集附近的小朋友表演連環畫劇。進中學之後開始喜歡上運動，棒球、網球、舞蹈等等都嘗試過。受到喜歡爵士樂的哥哥影響，開始也對音樂很有興趣，夢想成為當時日活電影的當家石原裕次郎、小林旭那樣的演員、跑去參加電影公司新人徵選最後都沒有選上。
1962年從鹿兒島商業高校肄業後、作為酒吧男服務員來到大阪，其實是為了去一家知名爵士咖啡屋參加徵選依然落選、不過在評審的說動下進入了樂團。之後在京都、名古屋等地巡迴了一圈，被經紀公司相中簽下。
1964年2月、透過日本皇冠音樂發行「君だけを」出道。之後的「十七才のこの胸に」也十分暢銷、憑藉這兩首歌曲得到第6回日本唱片大獎的新人獎。同年「十七才のこの胸に」被翻作電影，是為螢幕處女作。在歌壇以節奏音樂(ビート歌謡曲)為特色，同時演出許多電影、成為日本1960年代的青春明星。以「我修院建吾」為筆名在雜誌「明星」上寫了連載小說、後來編成了歌曲和電影「傷だらけの天使」也很紅。出道當時號稱是「太陽的王子」。
1965年5月10日回鄉在鹿兒島市鹿兒島體育館舉行演唱會，觀眾在入口處發生推擠事件、竟然造成維持秩序的警員一人死亡，十三名觀眾掛彩。
進入1970年代「真夏のあらし」（獲得第12回日本唱片大獎作曲獎）及「情熱」、「略奪」、「愛したいなら今」等搖滾風格的歌曲都頗為成功。
之後，逐漸在時代劇的領域中闖蕩得非常成功，將重心擺在演員的工作上。歌曲代表作《星星的佛朗明哥》（星のフラメンコ）」在一度流行的模仿秀中被大肆運用，也產生了一些推波助瀾的效果。
1972年，和女歌手邊見真里閃電結婚、儘管生下一兒一女，1981年因個性不合離婚。也有可能是因為要兼顧歌手、現代劇、時代劇等工作過於忙碌的關係。長男邊見鑑孝如今也從事音樂、長女邊見繪美里後來也成為藝人。
1990年與在自家事務所工作，小了十九歲的女性結婚，如今共有三個女兒。
1994年藉著出道30周年，再次展開歌手活動。
2000年10月開始和橋幸夫、舟木一夫一起以G3K（御三家）之名巡迴，到2001年12月在日本各地開唱了一百場以上。
2005年開始架設了部落格，以關西腔書寫展現親和力。
身為貓王的粉絲，曾經在自己的演唱會上秀了一手貓王歌曲。
西鄉輝彥曾在2011年被診斷出患有前列腺癌，及後進行過切除手術。但在2017年復發，2021年PSA值（前列腺特異抗原）指標上升，同年4月下旬赴澳洲治療，並於YouTube開設頻道講述治療經歷。2022年2月20日上午9点41分病逝于東京都，享壽75歲。

## 脚注
1. ↑  . YAHOO! JAPAN 人物名鑑. 日本タレント名鑑. 2011年1月  [2011-01-08] （日语）.
2. ↑  . サンミュージック. 2022-02-21  [2022-02-21]. （原始内容存档于2022-03-17）.

## 外部連結
- 西鄉輝彥的X（前Twitter）
- 官方博客 （2005-2018）
- YouTube上的西郷輝彦公式チャンネル頻道